# Veronica nipponica
Veronica nipponica är en grobladsväxtart som beskrevs av Tomitaro Makino. Veronica nipponica ingår i släktet veronikor, och familjen grobladsväxter. Utöver nominatformen finns också underarten V. n. shinanoalpina.

## Bildgalleri

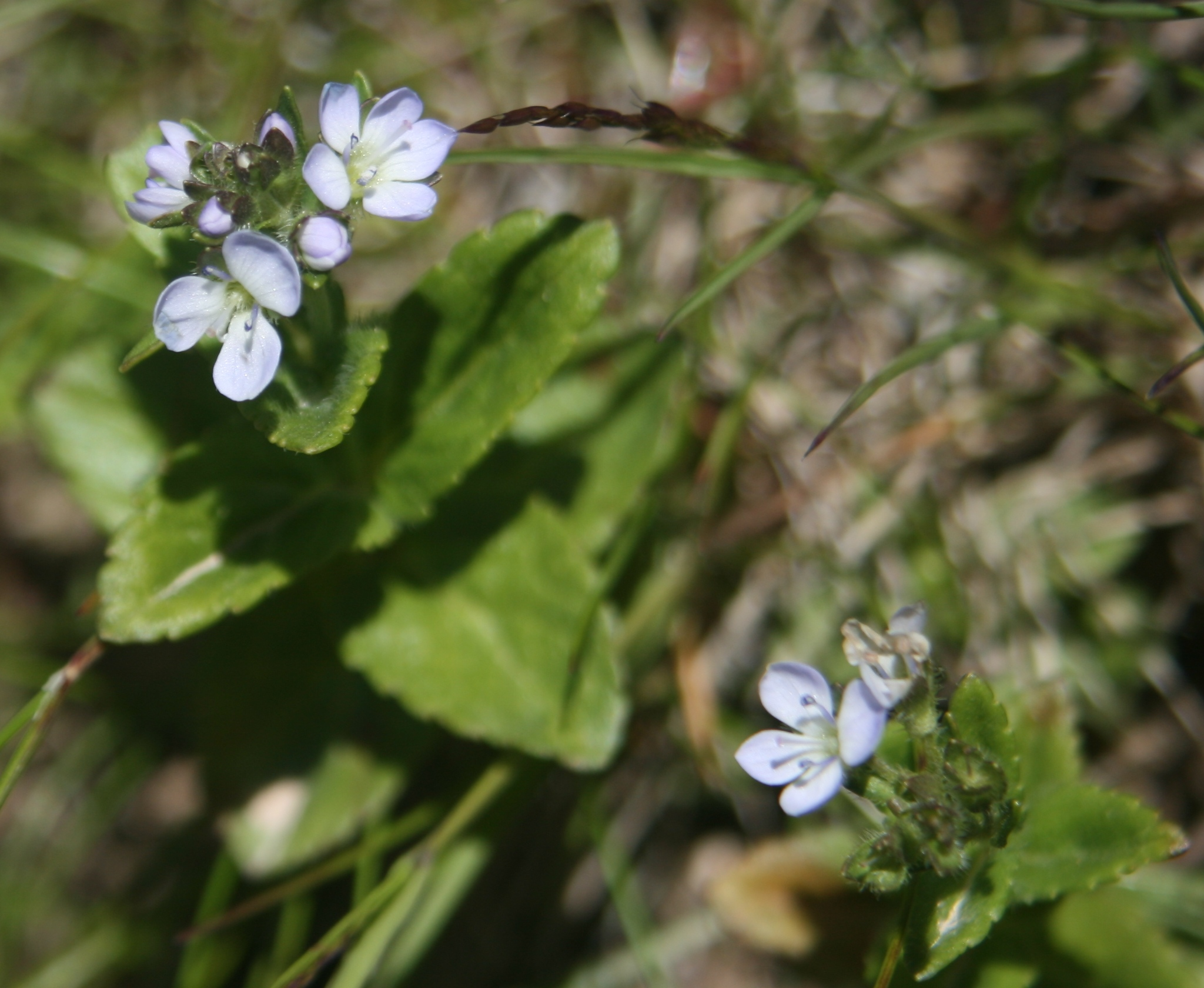
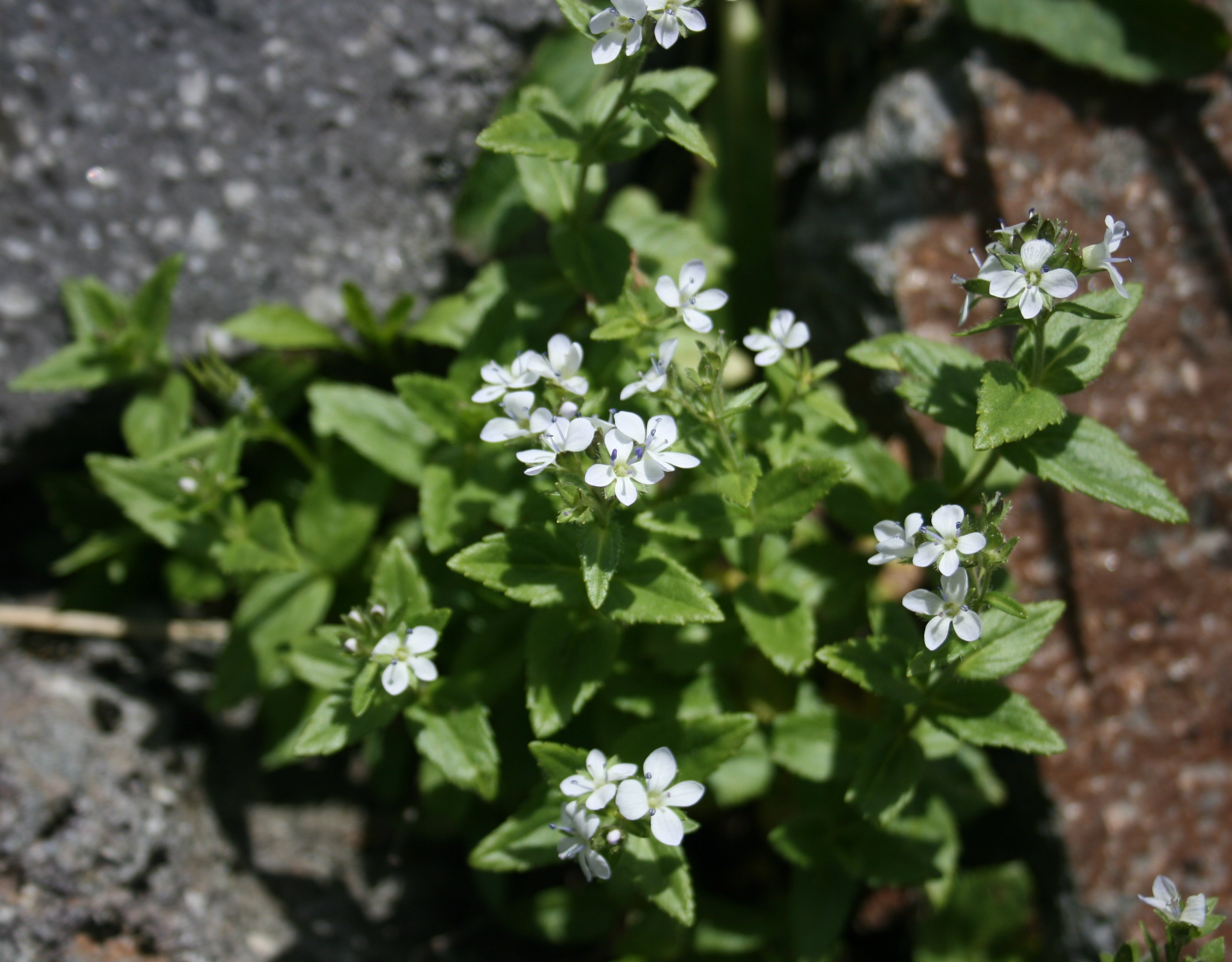
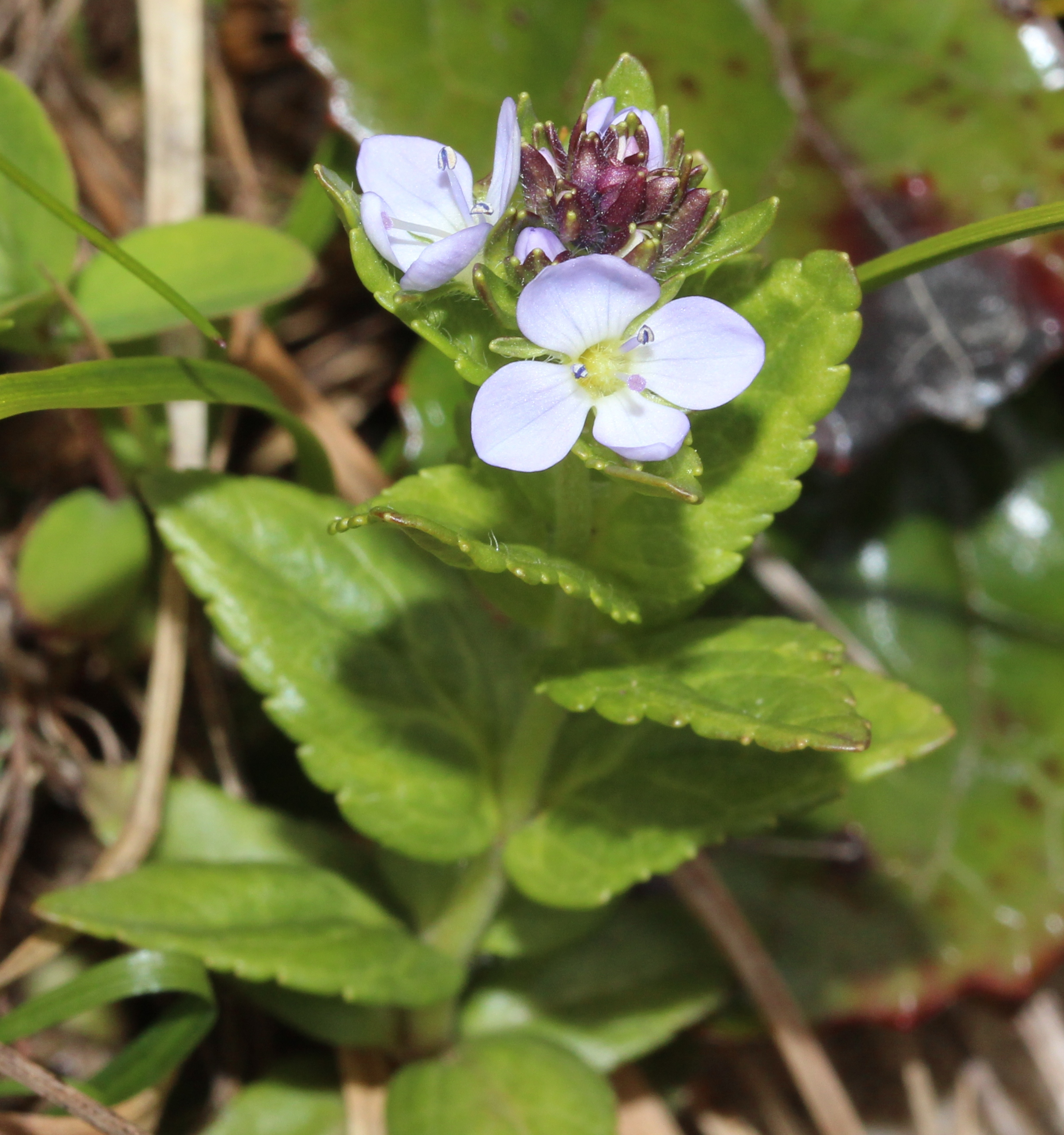